# 勇士追緝令
《勇士追緝令》（英語：Hero Wanted）是一部2008年的美國驚悚片，是布萊恩·斯穆茲（Brian Smrz）的導演處女作。電影主演是小库珀·古丁，並由雷·利奥塔、金·高斯和諾曼·李杜斯共同演出。本片於2008年4月29日在美國以DVD形式直接發行。

## 劇情
利亞姆·凱斯（小库珀·古丁飾）是一名生活不如意的垃圾工。為了贏得夢中情人的芳心，利亞姆精心策劃了一場銀行搶劫，打算在最後一刻跳出來英雄救美。然而，在搶劫當天，事情卻意外失控，導致他和那名女孩都被劫匪開槍打傷。在康復後，利亞姆殺死了槍擊他和女孩的劫匪，但很快他發現這名劫匪的同夥不會善罷甘休，誓言報仇。

## 演員
- 小库珀·古丁 飾 利亞姆·凱斯（Liam Case）
- 雷·利奥塔 飾 泰瑞·薩布科特警探（Detective Terry Subcott）
- 金·高斯 飾 斯金納·麥克格勞（Skinner McGraw）
- 諾曼·李杜斯 飾 斯溫（Swain）
- 珍·斯马特飾 梅蘭妮·麥昆（Melanie McQueen）
- 克麗絲塔·坎貝爾（Christa Campbell）飾 凱拉·麥昆（Kayla McQueen）
- 本·克羅斯 飾 科茲莫·傑克遜（Cosmo Jackson）
- 汤米·弗拉纳根 飾 德瑞克（Derek）
- 蓋瑞·卡恩斯二世（Gary Cairns II）飾 吉爾（Gill）
- 史蒂芬·科佐洛夫斯基（Steven Kozlowski）飾 林奇·麥克格勞（Lynch McGraw）
- 莎米·漢拉提（Sammi Hanratty）飾 瑪莉·辛格（Marley Singer）
- 保羅·桑普森（Paul Sampson）飾 戈迪·麥克格勞（Gordy McGraw）
- 托德·詹森（Todd Jensen）飾 華萊士·麥克蒂警探（Detective Wallace MacTee）

## 製作
拍攝於2007年4月3日至5月5日間，在保加利亚的索菲亞完成，共計32天。

## 家用媒體
DVD於2008年4月29日在美國1區發行，2008年6月16日在英國2區發行。影片由索尼影視家庭娛樂公司（Sony Pictures Home Entertainment）發行。DVD有一個可下載的數位版（適用於PC和PSP），並具有製片公司設置的使用限制（這是首批提供此功能的DVD之一，現在已成為普遍功能）。

## 評價
DVD Verdict的David Johnson評論道：「《勇士追緝令》雖然暴力且誇張，但電影最終只是一部華而不實的作品。」